# 1950年土耳其大選
1950年土耳其大選举行于1950年5月14日，采用全票制。在此次选举成立仅4年由杰拉勒·拜亚尔领导的土耳其民主党击败伊诺努领导，执政超过20年的共和人民党，实现土耳其历史上首次和平民主的政党轮替。